# Macon Tennis Classic
Il Macon Tennis Classic è un torneo professionistico di tennis giocato su campi in cemento all'aperto del John Drew Smith Tennis Centre. Fa parte dell'ITF Women's Circuit. Si gioca annualmente a Macon negli Stati Uniti d'America.

## Albo d'oro

### Singolare
| Anno | Categoria    | Campionessa               | Finalista            | Punteggio        |
| ---- | ------------ | ------------------------- | -------------------- | ---------------- |
| 2024 | ITF $100,000 | Anna Blinkova             | Ann Li               | 2–6, 6–2, 7–6(4) |
| 2023 | ITF $80,000  | Taylor Townsend           | Panna Udvardy        | 6–3, 6–4         |
| 2022 | ITF $60,000  | Madison Brengle (2)       | Panna Udvardy        | 6–3, 6–1         |
| 2021 | ITF $80,000  | Madison Brengle (1)       | Zarina Diyas         | 6–4, 4–6, 6–4    |
| 2020 | ITF $80,000  | Catherine Bellis          | Marta Kostjuk        | 6–4, 6(4)–7      |
| 2019 | ITF $80,000  | Katerina Stewart          | Shelby Rogers        | 6(2)–7, 6–3, 6–2 |
| 2018 | ITF $80,000  | Varvara Lepchenko         | Veronica Cepede Royg | 6–4, 6–1         |
| 2017 | ITF $80,000  | Anna Karolína Schmiedlová | Victoria Duval       | 6–4, 6–1         |
| 2016 | ITF $50,000  | Kayla Day                 | Danielle Collins     | 6–1, 6–3         |
| 2015 | ITF $50,000  | Rebecca Peterson          | Anna Tatishvili      | 6–3, 4–6, 6–1    |
| 2014 | ITF $50,000  | Kateryna Volodko          | Grace Min            | 6–4, 7–5         |
| 2013 | ITF $25,000  | Anna Tatišvili            | Ajla Tomljanović     | 6–2, 1–6, 7–5    |

### Doppio
| Anno | Categoria    | Campionesse                               | Finaliste                               | Punteggio           |
| ---- | ------------ | ----------------------------------------- | --------------------------------------- | ------------------- |
| 2024 | ITF $100,000 | Sophie Chang Katarzyna Kawa (2)           | Ingrid Martins Quinn Gleason            | 7–5, 6–4            |
| 2023 | ITF $80,000  | Jana Kolodynska Tat'jana Prozorova        | Sofia Sewing Anastasija Tichonova       | 6–3, 6–2            |
| 2022 | ITF $60,000  | Anna Rogers Christina Rosca               | Madison Brengle Maria Mateas            | 6–4, 6–4            |
| 2021 | ITF $80,000  | Quinn Gleason Catherine Harrison          | Alycia Parks Alana Smith                | 6–2, 6–2            |
| 2020 | ITF $80,000  | Magdalena Frech Katarzyna Kawa (1)        | Francesca Di Lorenzo Jamie Loeb         | 7–5, 6–1            |
| 2019 | ITF $80,000  | Jaimee Fourlis Valentini Grammatikopoulou | Usue Maitane Arconada Caroline Dolehide | 6(2)–7, 6–2, [10–8] |
| 2018 | ITF $80,000  | Caty McNally Jessica Pegula               | Anna Danilina Ingrid Neel               | 6–1, 5–7, [11–9]    |
| 2017 | ITF $80,000  | Kaitlyn Christian Sabrina Santamaria      | Paula Cristina Goncalves Sanaz Marand   | 6–1, 6–0            |
| 2016 | ITF $50,000  | Michaella Krajicek Taylor Townsend        | Sabrina Santamaria Keri Wong            | 3–6, 6–2, [10–6]    |
| 2015 | ITF $50,000  | Paula Cristina Gonçalves Sanaz Marand     | Florencia Molinero Nina Stojanović      | 6–2, 6–2            |
| 2014 | ITF $50,000  | Samantha Crawford Sachia Vickery          | Asia Muhammad Olivia Rogowska           | 6–4, 6–2            |
| 2013 | ITF $25,000  | Kristi Boxx Abigail Guthrie               | Emily Harman Elizabeth Lumpkin          | 3–6, 7–6(4), [10–4] |